# Пламенац, Петр
Петр Пламенац - черногорский дипломат начала XX века.

## Биография
Родился в племени Больевичи в Црмничкой нахии.
Учился ветеринарной медицине в Вене. Консул Черногории в Шкодере в 1907-1910. Поверенный в делах посольства Черногории в Константинополе с 1910 года и с 22 марта 1912 года. Министр иностранных дел с 25 апреля 1913 по 27 августа 1915 года. Член делегации Черногории при подписании Бухарестского мирного договора в 1913. В 1917 году назначен посланником Черногории в США, но американское правительство отказывает в своем согласии на назначение.